# 栄誉金獅子賞
栄誉金獅子賞（えいよきんじししょう、イタリア語: Leone d'oro alla carriera）は、ヴェネツィア国際映画祭における栄誉賞である。

## 概要
多くの優れた作品を生みだした世界的映画人の功績をたたえる目的で、1969年にオマージュ賞として始まり、1971年から現在の形となった。
日本人では黒澤明が1982年に、宮崎駿が2005年に受賞している。2005年の第62回ヴェネツィア国際映画祭では、授賞式に続いて『風の谷のナウシカ』などが特別上映された。

## 受賞者一覧
| 開催年 | 受賞者 |
| ------ | --- |
| 1969年 | ルイス・ブニュエル |
| 1970年 | オーソン・ウェルズ |
| 1971年 | ジョン・フォード、マルセル・カルネ、イングマール・ベルイマン |
| 1972年 | チャールズ・チャップリン、アナトリー・ゴロヴニア、ビリー・ワイルダー |
| 1982年 | 黒澤明、アレッサンドロ・ブラゼッティ、ルイス・ブニュエル、フランク・キャプラ、ジョージ・キューカー、ジャン＝リュック・ゴダール、セルゲイ・ユトケーヴィッチ、アレクサンダー・クルーゲ、マイケル・パウエル、サタジット・レイ、キング・ヴィダー、チェーザレ・ザヴァッティーニ |
| 1983年 | ミケランジェロ・アントニオーニ |
| 1985年 | フェデリコ・フェリーニ |
| 1986年 | タヴィアーニ兄弟 |
| 1987年 | ルイジ・コメンチーニ、ジョーゼフ・L・マンキーウィッツ |
| 1988年 | ヨリス・イヴェンス |
| 1989年 | ロベール・ブレッソン |
| 1990年 | マルチェロ・マストロヤンニ、ヤンチョー・ミクローシュ |
| 1991年 | マリオ・モニチェリ、ジャン・マリア・ヴォロンテ |
| 1992年 | ジャンヌ・モロー、フランシス・フォード・コッポラ、パオロ・ヴィラッジョ |
| 1993年 | スティーヴン・スピルバーグ、ロバート・デ・ニーロ、ロマン・ポランスキー、クラウディア・カルディナーレ |
| 1994年 | アル・パチーノ、スーゾ・チェッキ・ダミーコ、ケン・ローチ |
| 1995年 | ウディ・アレン、モニカ・ヴィッティ、マーティン・スコセッシ、アルベルト・ソルディ、エンニオ・モリコーネ、ジュゼッペ・デ・サンティス、ゴッフレード・ロンバルド、アラン・レネ                                                                                                 |
| 1996年 | ロバート・アルトマン、ヴィットリオ・ガスマン、ダスティン・ホフマン、ミシェル・モルガン |
| 1997年 | ジェラール・ドパルデュー、スタンリー・キューブリック、アリダ・ヴァリ |
| 1998年 | ウォーレン・ベイティ、ソフィア・ローレン、アンジェイ・ワイダ |
| 1999年 | ジェリー・ルイス |
| 2000年 | クリント・イーストウッド、エリック・ロメール |
| 2002年 | ディーノ・リージ |
| 2003年 | ディノ・デ・ラウレンティス、オマル・シャリーフ |
| 2004年 | スタンリー・ドーネン、マノエル・ド・オリヴェイラ |
| 2005年 | 宮崎駿、ステファニア・サンドレッリ |
| 2006年 | デヴィッド・リンチ |
| 2007年 | ティム・バートン、ベルナルド・ベルトルッチ |
| 2008年 | エルマンノ・オルミ |
| 2009年 | ジョン・ラセター、ブラッド・バード、ピート・ドクター、アンドリュー・スタントン、リー・アンクリッチ |
| 2010年 | ジョン・ウー |
| 2011年 | マルコ・ベロッキオ |
| 2012年 | フランチェスコ・ロージ |
| 2013年 | ウィリアム・フリードキン |
| 2014年 | セルマ・スクーンメイカー、フレデリック・ワイズマン |
| 2015年 | ベルトラン・タヴェルニエ |
| 2016年 | ジャン＝ポール・ベルモンド、イエジー・スコリモフスキ |
| 2017年 | ロバート・レッドフォード、ジェーン・フォンダ |
| 2018年 | ヴァネッサ・レッドグレイヴ、デヴィッド・クローネンバーグ |
| 2019年 | ペドロ・アルモドバル、ジュリー・アンドリュース |
| 2020年 | アン・ホイ、ティルダ・スウィントン |
| 2021年 | ロベルト・ベニーニ、ジェイミー・リー・カーティス |
| 2022年 | カトリーヌ・ドヌーヴ、ポール・シュレイダー |
| 2023年 | リリアーナ・カヴァーニ、トニー・レオン |
| 2024年 | シガニー・ウィーバー、ピーター・ウィアー |

## 関連事項
- カンヌ国際映画祭 パルム・ドール・ドヌール
- ベルリン国際映画祭 金熊名誉賞
- 黒澤明
- 宮崎駿